# João Magueijo
João Magueijo (1967, Évora, Portugal) es un cosmólogo y profesor en física teórica en el Imperial College de Londres. 
Es el principal valedor de la teoría cosmológica sobre la velocidad de la luz variable, que propone que la velocidad de la luz fue mucho mayor en los inicios del Universo. Se presenta como una alternativa a la teoría más aceptada de la inflación cósmica. El modelo fue propuesto por primera vez por John Moffat, científico canadiense, a comienzos de los años 1990. Sin embargo fue ignorado por todas las revistas científicas y nunca llegó a ser publicada. La idea  se le ocurrió a Magueijo cuando una mañana, después de haber estado borracho toda la noche, salió a correr para mitigar los efectos de la resaca.  Según la teoría la velocidad de la luz seguiría siendo el tope máximo al cual un objeto podría acelerar, pero podría tener distintos valores en distintas regiones y épocas del universo. Algunas de las cuales podrían ser mayores al valor establecido por la teoría general de la relatividad. A diferencia de la teoría inflacionaria, ésta puede generar predicciones, que, de cumplirse, podrían ayudar a asentar una mayor confianza en el paradigma que plantea. Permite asimismo resolver algunos problemas como el de la homogeneidad, pues en principio no se puede explicar la homogeneidad del universo. Al ser la velocidad de la luz mayor en la época de Planck las distintas regiones del universo primigenio que de otro modo estarían desconectadas, se conectan por el flujo hiperveloz que implica una velocidad de la luz mayor (posiblemente casi infinita durante ese tiempo). Por tanto, esto resuelve la contradicción que implica un universo primigenio fragmentado en regiones y una evolución homogénea del universo que sería imposible por simple casualidad.
Alguna de las teorías de velocidad de la luz variable creadas por Magueijo (puesto que ha formulado varias alternativas) permite explicar la existencia de rayos cósmicos de energía ultra alta, cuya existencia empíricamente comprobada es difícil de justificar, si no imposible, mediante las teorías actualmente más aceptadas. El Observatorio Pierre Auger está actualmente dedicado principalmente a la tarea de detectar dicho tipo de sucesos.
Magueijo se doctoró en la Universidad de Cambridge y fue premiado como miembro investigador del St John's College de Cambridge, galardón previamente otorgado a Paul Dirac y Abdus Salam.

## Obras
- Magueijo, João; Faster Than The Speed of Light: The Story of a Scientific Speculation. Basic Books. 0738205257[1]
- Magueijo, João: Más rápido que la velocidad de la luz. Ed. Fondo de Cultura Económica. Buenos Aires, 2006. ISBN 950-557-683-8
- Albrecht and Magueijo; "A time varying speed of light as a solution to cosmological puzzles" http://arxiv.org/abs/astro-ph/9811018
- Magueijo, Joao (2009). A Brilliant Darkness: The Extraordinary Life and Mysterious Disappearance of Ettore Majorana, the Troubled Genius of the Nuclear Age (en inglés). Basic Books. ISBN 0465020089.